# Norwegische Veterinärhochschule

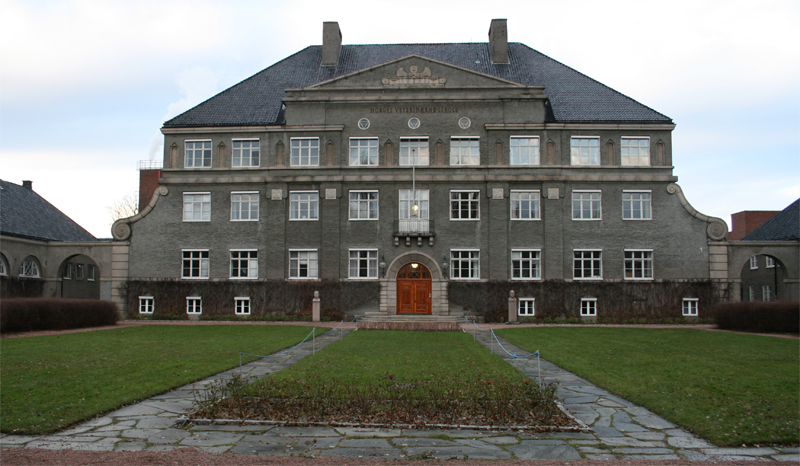

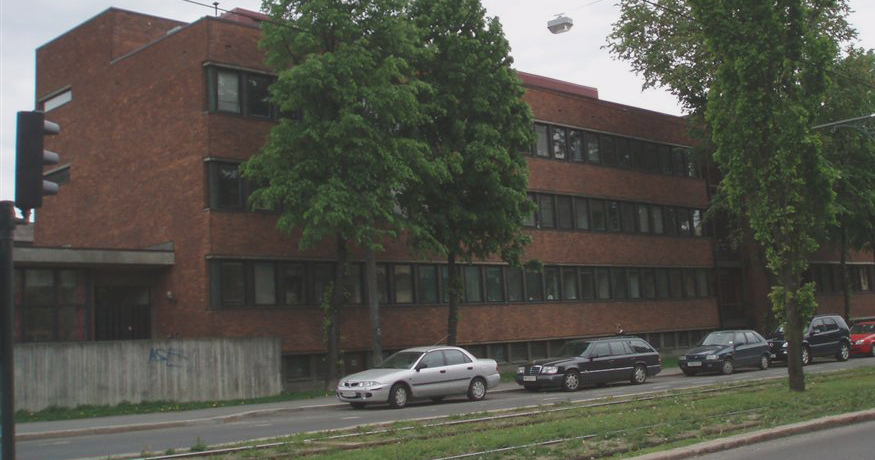

Die Norwegische Veterinärhochschule (norwegisch: Norges veterinærhøgskole) kurz NVH war eine 1935 gegründete wissenschaftliche Veterinärmedizinische Hochschule in Oslo mit rund 500 Studenten und vier akademische Fakultäten. 2014 wurde sie mit der Universität für Umwelt- und Biowissenschaften zusammengeschlossen.
Die Norwegische Veterinärhochschule besaß auch einen Campus in Tromsø, Rektor der Hochschule war Professor Lars Moe.